# Як-7

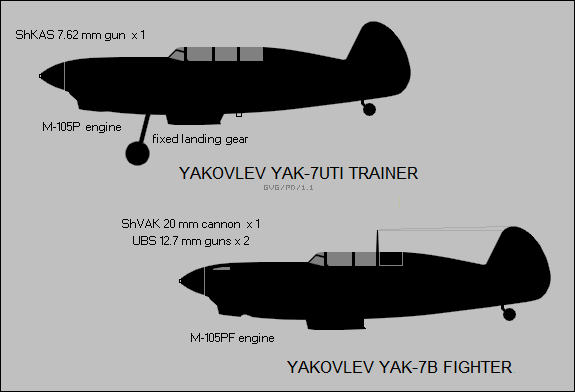

Як-7 — радянський одномоторний літак-винищувач періоду Другої світової війни. Розроблений КБ під керуванням Олександра Сергійовича Яковлева. Був одним з наймасовіших радянських винищувачів воєнного періоду. Всього було побудовано понад 6 тисяч літаків.

## Історія створення
4 березня 1940 було прийнято рішення уряду СРСР для підготовки льотного складу на нові винищувачі ЛаГГ-3, МіГ-3 і Як-1 створити перехідний двомісний з подвійним управлінням навчально-тренувальний винищувач УТІ-26 (Як-7) шляхом модифікації І-26. Завдання отримав Олександр Сергійович Яковлев — з усіх головних конструкторів нових винищувачів він один мав досвід створення навчальних літаків, до того ж конструкція І-26 дозволяла легко модифікувати його в навчально-тренувальний винищувач. Новий літак спочатку називався УТІ-26 (це позначення носили два прототипи). Запущений в серійне виробництво у 1941 році під позначенням Як-7УТІ, всього було побудовано 186 літаків навчально-тренувальних літаків.

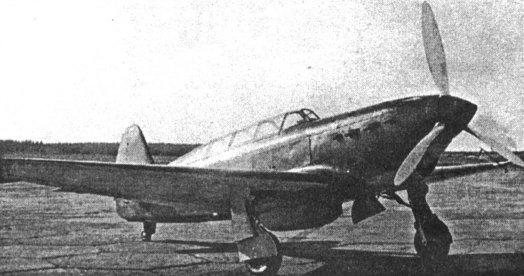
Прототип Як-7 — УТІ-26. 1940

Конструкція Як-7 змішана: крило дерев'яне з фанерною обшивкою, обклеєною полотном; каркас фюзеляжу фермовий зварний з хромансилевих труб, обшивка передньої частини фанерна, задньої - полотняна; капоти, обтічники, щитки і зализи - дюралюмінієві; рулі і елерони дюраліюмінієві з полотном. 
З початком німецько-радянської війни виникла нагальна потреба у збільшенні випуску бойових винищувачів. У зв'язку з цим було прийняте рішення про модифікацію двомісного Як-7УТІ в бойовий одномісний винищувач Як-7. Роботи проводились на заводі N301 незабаром після початку війни з ініціативи бригади КБ Яковлєва на чолі з провідним інженером К. В. Синельщиковим, яка перебувала на заводі для допомоги в освоєнні Як-7УТІ. За основу був взятий серійний Як-7УТІ № 04-11. В конструкцію внесені наступні зміни: в задній кабіні встановлена бронеспинка; знятий фото-кінопулемет; бензобаки замінені на захищені; встановлена система заповнення бензобаків вуглекислим газом; до двох кулеметів ШКАС (боєзапас 1000 патронів) додатково встановлена одна мотор-гармата ШВАК з боєзапасом 130 снарядів і шість ракетних установок (по три під кожною консоллю крила) під реактивні снаряди РС-82. Розміри та контури літака залишилися ті ж, що і у Як-7УТІ. За кабіною льотчика у фюзеляжі Як-7 від другої кабіни Як-7УТІ залишився відсік, що закривався кришкою, який можна було використовувати для допоміжних цілей: перевезення вантажів і технічного складу при перебазування частин або ж для установки додаткового бензобака на 100 літрів. Польотна маса в порівнянні з Як-7УТІ збільшилася на 185 кг. Новий літак був запущений в серійне виробництво постановами Державного комітету оборони від 14 і 23 серпня 1941 року на двох заводах — московському № 301 і новосибірському № 153. Всього було випущено в серії 62 літаки Як-7, у тому числі 51 на заводі № 301 у вересні-жовтні 1941 року і 11 — на заводі № 153 в грудні 1941-го. Перші Як-7 надійшли на озброєння винищувальних авіаполків під час битви за Москву.

## Модифікації

### Як-7А, Як-7Б
З початку 1942 року була створена прокращена модифікація Як-7 з тими ж двигуном і озброєнням — Як-7А. Літак швидко пройшов льотні випробування і потім будувався серійно. У січні — травні 1942 року було випущено 277 одиниць Як-7А.
Але наймасовішою версією Як-7 став Як-7Б, який випускався з травня 1942 року до грудня 1943 року (випущено 5120 од.). Енергоозброєння і конструкція літака зазнала певних змін: в середині 1942 року на Як-7Б був встановлений більш потужний двигун ВК-105ПФ на 1180 к. с., завдяки прибиранню в польоті хвостового колеса, поліпшенню обводів капоту і тунелів радіаторів, а також внутрішньої герметизації фюзеляжу вдалося покращити аеродинамічні властивості літака. З озброєння кулемети ШКАС замінені на УБМ. Встановлено нову радіостанцію РСІ-4 з щогловою і двопроменевої антенами, радіополукомпас РПК-10, посадкова фара і електросвітлова сигналізація прибраного положення шасі. Основні розміри Як-7Б: площа крила — 17,15 м², розмах — 10,0 м, довжина літака — 8,475 м, висота — 2,5 м, запас палива — 305 кг. Льотні дані Як-7Б практично однакові з Як-1 — швидкість 593 км/год на висоті 3650 м, стеля 10000 м, дальність польоту — 820 км.
У 1942 році Як-7Б використовувалися на всьому фронті війни від Баренцового до Чорного моря. На Ленінградському фронті на винищувачі цього типу з імпортних «Томогавків» одним з перших в грудні 1942 року переозброїли 29-й гвардійський винищувальний авіаполк. Винищувачі Як-7Б у великих кількостях використовувалися на Сталінградському фронті. Перша у ВПС РСЧА група винищувачів, основним завданням якої було ведення «вільного полювання», сформувана в період боїв під Сталінградом, мала на озброєнні також Як-7Б. Літав на Як-7Б з бортовим номером 12 і особисто командир 32-го гвап Василь Сталін. Навіть у 1944 році Як-7Б все ще залишалися на озброєнні діючої армії. зокрема, винищувачі цього типу мав на озброєнні навесні 1944 року 15-й розвідувальний авіаполк ВПС Балтійського флоту.

### Як-7ДІ

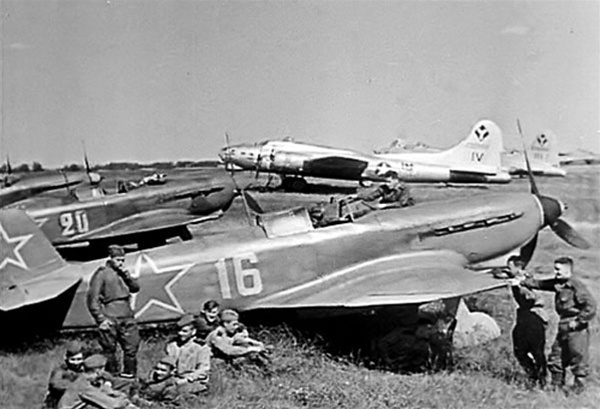
Як-9 на Полтавському аеродромі. 1944

- Як-7ДІ (дальній винищувач) — модифікація Як-7Б з істотно поліпшеною конструкцією крила, в якому дерев'яні лонжерони були замінені дюралюмінієвими. Це дало великий виграш об'єму для бензобака в крилі. Ряд конструктивних доробок дозволив значно збільшити запас палива і дальність польоту. Ліхтар кабіни був, як і у Як-1, з пониженим гаргротом. Озброєння: одна гармата ШВАК і один кулемет УБС. Дослідний екземпляр Як-7ДІ пройшов випробування при польотній масі 3035 кг (маса порожнього — 2360 кг), показав швидкість 505 км/год біля землі і 566 км/год на висоті 3800 м і дальність польоту 1310 км. Він був прийнятий до серійного будівництва. Серійні літаки стали називатися Як-9.

### Інші модифікації
- Як-7В (вивізний) — навчально-бойовий літак, аналогічний Як-7УТІ, але з шасі, що прибирається і без озброєння. Був в серії з травня 1942 року до грудня 1943 року. Випущено 597 одиниць. Частина переобладнана у винищувач Як-7Б.
- Як-7-37 — літак посиленим озброєнням (одна 37-мм пушка МПШ-37 і 2 кулемети УБС). Мав змінене положення кабіни, автоматичні предкрилки і хвостове колесо більшого діаметра. В серпні 1942 року випущено 22 одиниці. Літак брав участь у бойових діях, добре проявив себе в діях проти бомбардувальників противника.
- Як-7ПД з мотором М-105ПД потужністю 1160 к. с. — продовження робіт зі створення висотного винищувача-перехоплювача, розпочатих на Як-5 (І-28). Робота не дала результатів через недоведення двигуна.
- Як-7 М-82 — варіант з зіркоподібним двигуном. Випущений був ще в 1941 році, але інтересу до себе не викликав, оскільки подібна ідея вже реалізовувалася в літаку ЛаГГ.